# Terapia hormonal masculinizante

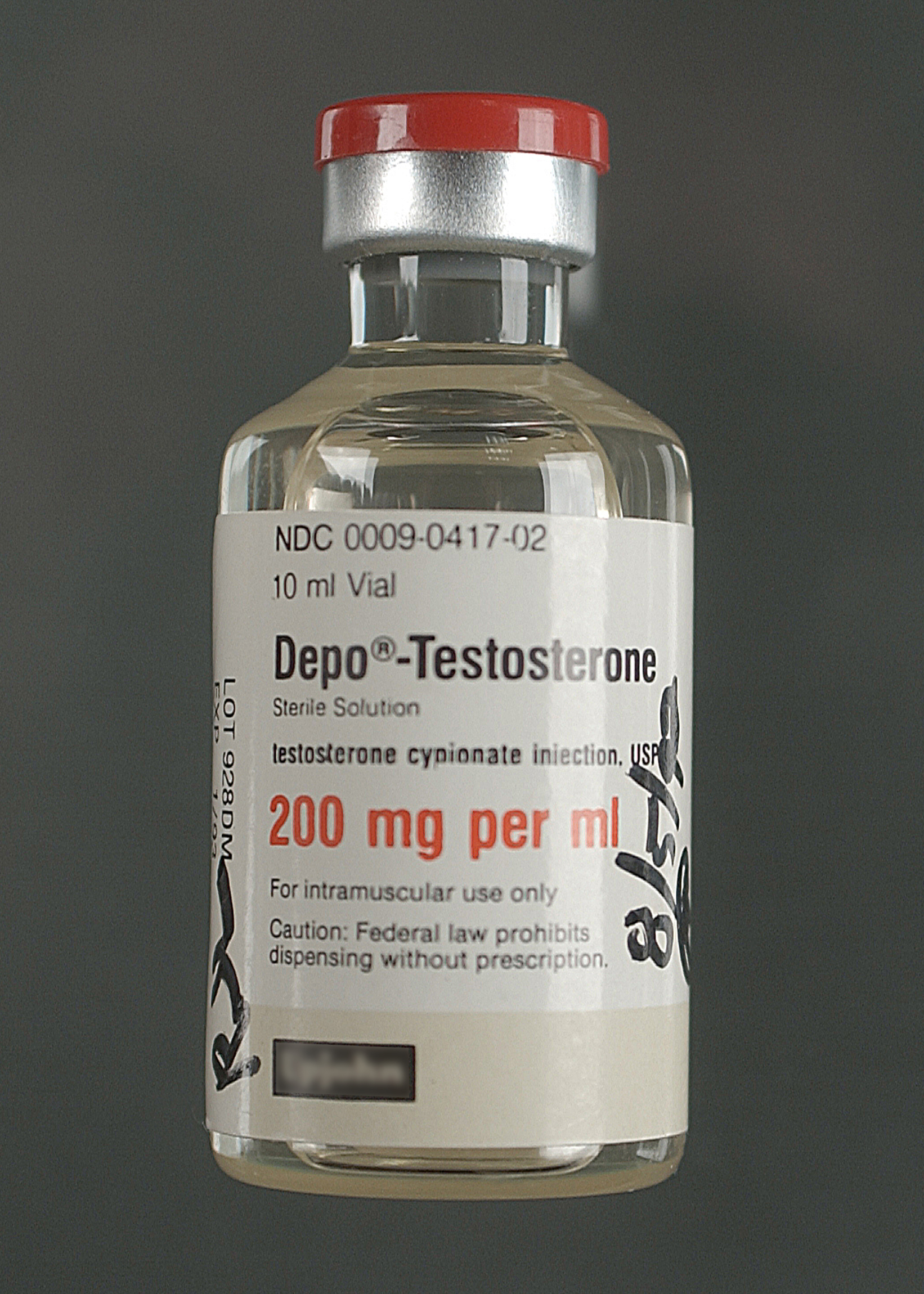
Um frasco de 10 ml de Depo-Testosterona (cipionato de testosterona), um esteroide anabolizante.

A terapia hormonal masculinizante, também conhecida como terapia hormonal transmasculina, de masculinização ou masculinizadora, é uma forma de terapia hormonal e terapia de afirmação de gênero que é usada para mudar as características sexuais secundárias de pessoas transgênero de feminino ou andrógino para masculino. É um tipo comum de terapia hormonal transgénero (outro sendo a terapia hormonal feminizante) e é predominantemente usado para tratar homens transgêneros e outros indivíduos transmasculinos. Algumas pessoas intersexo também recebem essa forma de terapia, começando na infância para confirmar o sexo atribuído ou mais tarde, se a atribuição for incorreta.
O objetivo dessa forma de terapia é provocar o desenvolvimento das características sexuais secundárias do sexo desejado, como o engrossamento da voz e um padrão masculino de cabelo, corporalidade e distribuição muscular. Ela não pode desfazer muitas das mudanças produzidas pela puberdade natural, o que pode exigir cirurgia e outros tratamentos para reverter. Os medicamentos utilizados para a terapia transmasculina incluem, principalmente, andrógenos (nomeadamente a testosterona) e análogos de GnRH.
Embora a terapia não possa desfazer os efeitos da primeira puberdade de uma pessoa, o desenvolvimento de características sexuais secundárias associadas a um sexo diferente pode aliviar parte ou todo o sofrimento e desconforto associados à disforia de gênero e pode ajudar a pessoa a "passar" ou ser vista como sua identidade de gênero. A introdução de hormônios exógenos no corpo afeta-o em todos os níveis e muitos pacientes relatam mudanças nos níveis de energia, humor, apetite, etc. O objetivo da terapia, e de todos os tratamentos somáticos, é fornecer aos pacientes um corpo mais satisfatório e mais congruente com sua identidade de gênero.